# Cantó de La Motte-Servolex
El cantó de La Motte-Servolex és un cantó francès del departament de la Savoia, situat al districte de Chambéry. Té 4 municipis i el cap és La Motte-Servolex.

## Municipis
- La Chapelle-du-Mont-du-Chat
- Bourdeau
- Le Bourget-du-Lac
- La Motte-Servolex

## Història
| Data d'elecció | Identitat            | Partit         | Qualitat |
| -------------- | -------------------- | -------------- | --- |
| 1945-1951      | Pierre de la Gontrie | Rad.           | Avocat Conseiller municipal de Chambéry (1945-1947) Président du Conseil Général (1945-1951) Sénateur (1948-1968)                                      |
| 1951-1958      | M. Bizet             | DVD            | |
| 1958-1966      | Jean Cabaud          | DVD            | |
| 1966-1976      | Jacques Hochard      | CD després DVD | Conseller regional Alcalde de La Motte-Servolex |
| 1976-1982      | Pierre Benattar      | PS             | |
| 1982-1994      | Jacques Hochard      | UDF            | Alcalde de La Motte-Servolex (fins a 1994) |
| 1994-2001      | Jean Germain         | UDF            | Alcalde de La Motte-Servolex (1994-2001) |
| 2001-2008      | Jean-Noël Parpillon  | DVG            | Conseller municipal de La Motte-Servolex |
| 2008-en curs   | Jean-Pierre Vial     | UMP            | Senador (1995-1997 i després 1999) President del Consell General (2004-2008) Antic alcalde de Les Échelles (1983-1995) i Le Bourget-du-Lac (1995-2001) |
|                |                      |                | |

## Demografia
| 1882                                            | 1926 | 1962 | 1968 | 1975 | 1982  | 1990   | 1999   | 2008   |
| ?                                               | ?    | ?    | ?    | ?    | 9.745 | 12.740 | 15.426 | 16.381 |
| ----------------------------------------------- | ---- | ---- | ---- | ---- | ----- | ------ | ------ | ------ |
| A partir de 1990: Població sense dobles comptes |      |      |      |      |       |        |        |        |